# Lijst van gemeentelijke monumenten in Heerlen
De gemeente Heerlen kent 3 gemeentelijk monumenten, hieronder een overzicht. Zie ook de rijksmonumenten in Heerlen.
| Object                                               | Bouwjaar | Architect | Locatie                    | Plaats     | Coördinaten                   | Nr.       | Afbeelding                                           |
| ---------------------------------------------------- | -------- | --------- | -------------------------- | ---------- | ----------------------------- | --------- | ---------------------------------------------------- |
| Voorgevel van het voormalige gemeentehuis Hoensbroek | 1911     |           | Burgemeester Kessenplein 3 | Hoensbroek | 50° 55' 23" NB, 5° 55' 47" OL | 0184/WN02 | Voorgevel van het voormalige gemeentehuis Hoensbroek |
| Woonhuis                                             | 1915     |           | Schinkelstraat 2           | Heerlen    | 50° 53' 18" NB, 5° 58' 31" OL | 0184/WN03 | Woonhuis                                             |
| Dubbel woonhuis                                      | 1900     |           | Honigmannstraat 51-53      | Heerlen    | 50° 53' 19" NB, 5° 58' 31" OL | 0184/WN04 | Dubbel woonhuis                                      |